# Francisco de Cuéllar
Francisco de Cuéllar (Valladolid, 1562) fou un capità espanyol. Formà part de l'Armada Invencible el 1588 i naufragà en la costa d'Irlanda. Va escriure un notable relat sobre la seva experiència en la flota i el seu recorregut per Irlanda.